# Nederlandsche Lloyd

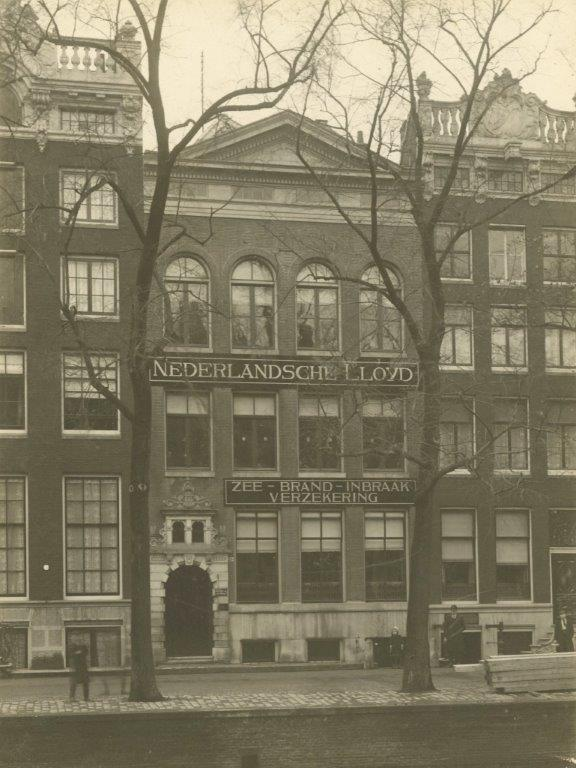
Herengracht 248 in 1915

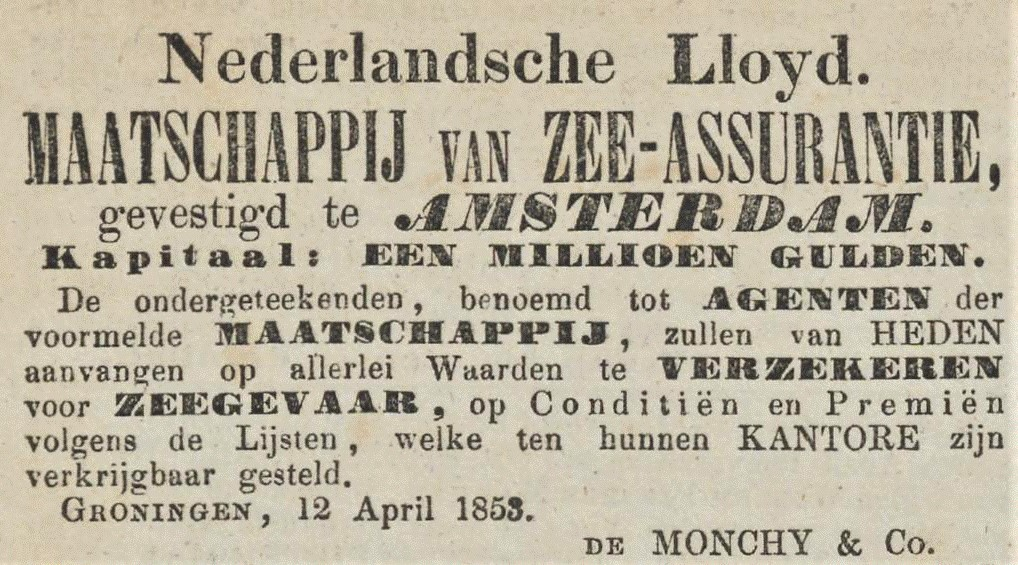
Advertentie verzekeringsagent

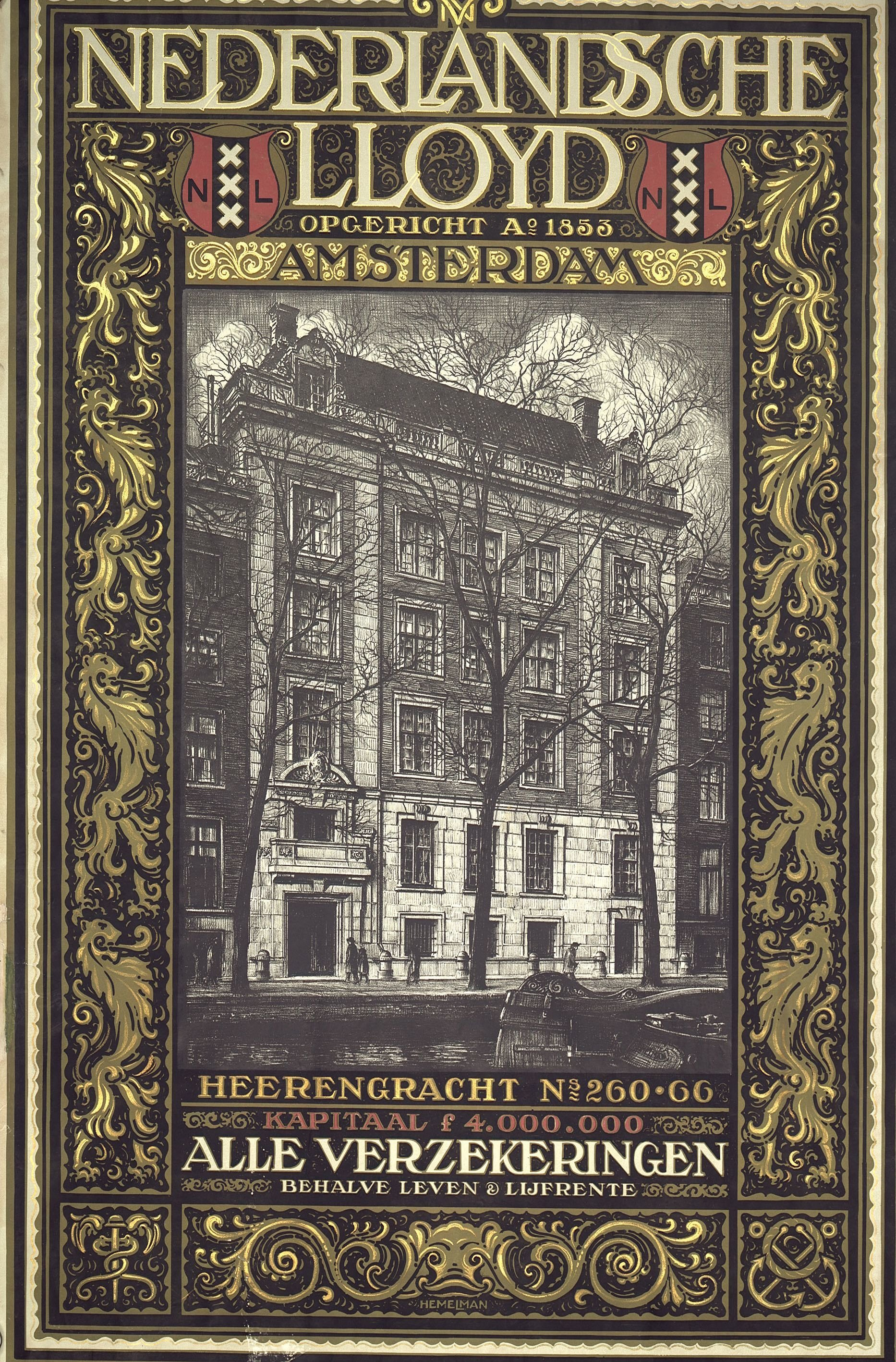
Herengracht 26o-266 in gebruik na 1917 affiche van Albert Hemelman

De verzekeringsmaatschappij Nederlandsche Lloyd werd in Amsterdam opgericht op 23 december 1852 met als directeur J.J.A. Santhagens. Doel van de maatschappij was het verzekeren van allerlei waarden op zee- en landreizen, tegen alle gevaren. Verzekeringen op het leven en tegen brand waren uitgesloten. Het bedrijf ging in de loop der tijd alle gebruikelijke verzekeringsvormen aanbieden en fuseerde in 1969 met Amstleven en Hollandsche Societeit van Levensverzekeringen onder de naam Delta Lloyd. 

## Voorgeschiedenis
Joannes Jacobus Arent Santhagens was in 1832 benoemd tot directeur van de Oost-Indische Zee- en Brand-Assurantie Maatschappij, die als doel had om te verzekeren voor alle gevaren op allerlei waarden op de route van en naar Oost-Indië inclusief voor Europa bestemde scheepsladingen, en bovendien om in Oost-Indië alle stenen gebouwen en goederen tegen brand te verzekeren. In Batavia was de Reinier van Eibergen Santhagens directeur, een broer van Joannes.

In 1842 werd de Oost-Indische Maatschappij van Administratie en Lijfrenten opgericht met als vestigingsplaats Amsterdam en in Rotterdam en op Java een kantoor. In Amsterdam werden de broers Joannes Jacobus Arent Santhagens en Reinier van Eibergen Santhagens tot directeur benoemd, in Rotterdam Johannes Ketelaar tot agent en in Batavia Lodewijk Steitz en Jan ter Meulen junior tot administrateur. 
Toen Joannes Jacobus Arent Santhagens in 1852 de verzekeringsmaatschappij Nederlandsche Lloyd oprichtte, was hij een ervaren assuradeur en bovendien lid van de Amsterdamse gemeenteraad.

## Herkomst naam
Het woord "Lloyd" in de naam Nederlandsche Lloyd verwijst naar een bekend koffiehuis in Londen, Lloyd's Coffee House, waar zeelui elkaar ontmoetten om nieuwtjes uit te wisselen en overeenkomsten te sluiten. Dit koffiehuis werd in 1688 door Edward Lloyd geopend, en werd in 1805 voor het eerst genoemd in verband met de scheepvaart.

## Oprichting
Het ontwerp van een acte tot oprichting van een naamloze vennootschap onder de naam Nederlandsche Lloyd werd door de beoogde directeur Joannes Jacobus Santhagens in 1852 ingediend en het werd op 23 december 1852 goedgekeurd. Het doel van de vennootschap was het verzekeren van allerlei waarden op zee- en landreizen, tegen alle gevaren. Verzekeringen op het leven en tegen brand waren uitgesloten en daarmee hield hij rekening met de belangen van de andere maatschappijen waarbij hij betrokken was. 
Op 27 januari 1853 werden bij de notaris de deelnemers in de vennootschap en de statuten vastgelegd. Het aandelenkapitaal van een miljoen gulden werd verdeeld in aandelen op naam, hele van 5000 gulden en of halve van 2500 ter keuze van de eerste deelnemers. Het eerste kantoor was in de Hartenstraat, in 1863 werd het verplaatst naar de Herengracht 237, bij de Gasthuismolensteeg.

## Uitbreiding en groei
In 1860 werd het aandelenkapitaal verhoogd tot vier miljoen. Bovendien werd de beperking omtrent het brandrisico opgeheven en werd het risico van schade in conflictsituaties (molest) verzekerbaar. Via agenten was de Nederlandsche Lloyd al actief in Nederlands-Indië en vanaf 1861 was er kantoor met een eigen directeur. 
J.J.A. Santhagens overleed in 1867 en zijn zoon Dirk Johannes Santhagens, die sinds 1863 mededirecteur was, voerde na de dood van zijn vader de directie samen met Jan ter Meulen jr. (1815-1896).

Dirk Johannes stierf in 1871 en vanaf dat moment was er decennialang één hoofddirecteur Jan ter Meulen. 
Het groeiende bedrijf kreeg behoefte aan ruimere huisvesting. Vanaf 1869 werkte men vanuit Herengracht 248, dat in 1886 werd verbouwd en de  karakteristieke poort kreeg. In 1888 kreeg Jan ter Meulen (1815-1896) eervol ontslag en zijn opvolger was Jan ter Meulen junior (1846-1916). 
In 1893 vergrootte de maatschappij het aantal dekkingen: naast alle transportgevaar te land en te water de schade van brand en ontploffing, schade door diefstal en inbraak. Acht jaar later volgde verder uitbreiding naar alle schadeverzekeringen. Levensverzekeringen en lijfrentes bleven nog uitgezonderd. Omstreeks 1920 begon men met ongevallenverzekering, daarna volgde dekking van stormschade, bedrijfsschade en kosten van ziekenhuisverpleging.
In 1917 had de maatschappij de huizen Herengracht 260 tot en met 266 gekocht en kort daarna gesloopt voor nieuwbouw, een groot pand ontworpen door de architecten Gebroeders van Gendt.
In Nederland had de maatschappij omstreeks 1925 eigen kantoren in Den Haag, Groningen, Utrecht en Maastricht, elk met een regionaal netwerk van agenten. In het buitenland werkte de maatschappij in Hamburg, Antwerpen, Marseille en Bordeaux via agenten en in Brussel en Parijs werkte men rechtstreeks met een eigen vestiging. In 1949 ten slotte kwam de afronding van het verzekeringsgebied met de stichting van de werkmaatschappij "N.V. Nederlandsche Lloyd Levensverzekering”. 
Men had de voortdurende behoefte aan meer kantoorruimte lang kunnen vinden in de aangrenzende panden: nummer 258 (1938), nummer 256 (1946) en nummer 268 (1951). In 1967 verliet het bedrijf de binnenstad en trok in een voor die tijd modern kantoorgebouw aan de Nachtwachtlaan.

## De laatste zelfstandige jaren

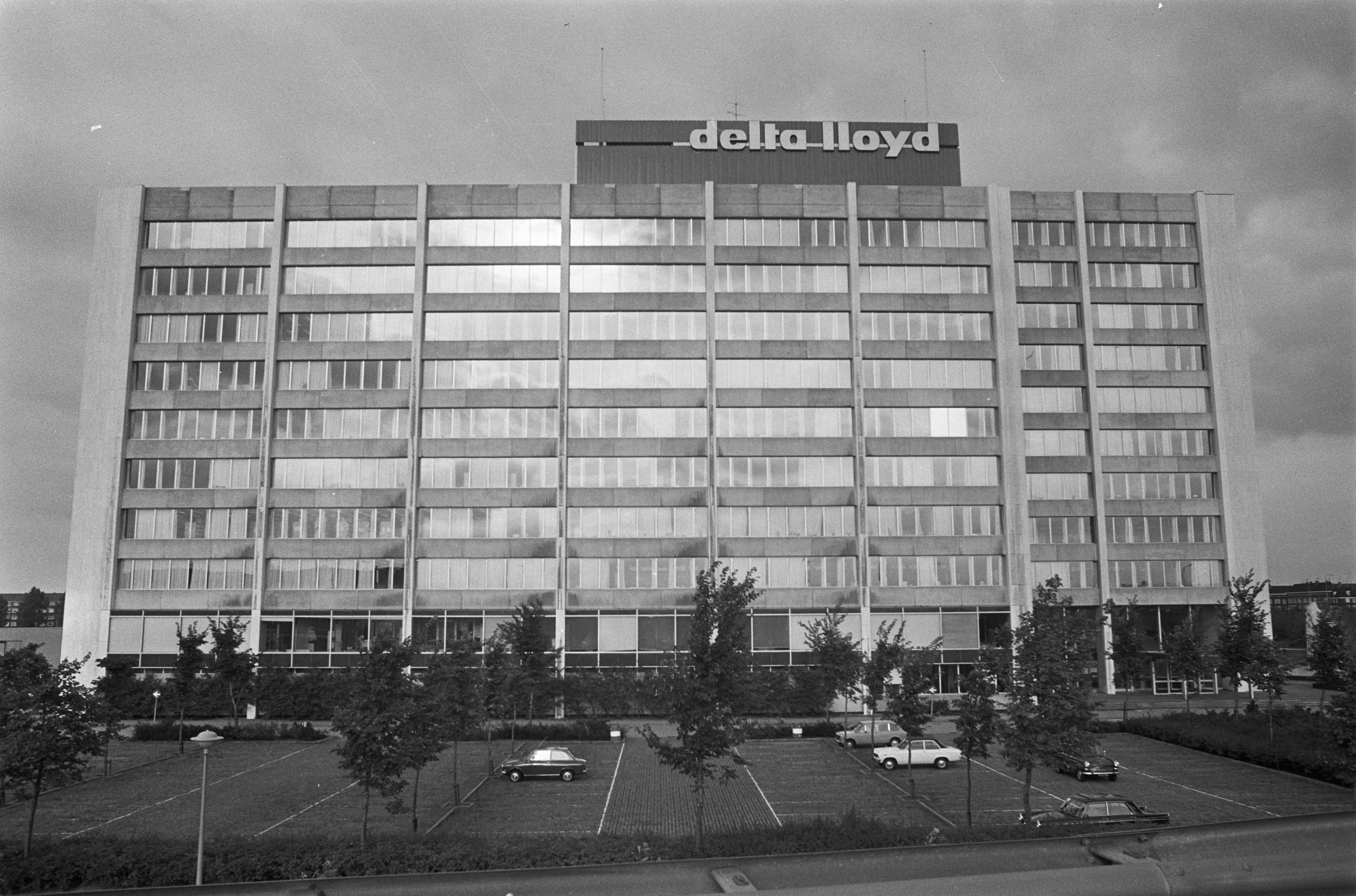
Het Nedlloyd-gebouw aan de Nachtwachtlaan in 1973, hier getooid met de fusienaam. In de 21e eeuw Ringpark

De Nederlandsche Lloyd was in 1949 de eerste Nederlandse maatschappij met een kantoor in de nieuwe staat Israel. De leiding kreeg Eli Dasberg, die de concentratiekampen had overleefd en in 1950 naar Israël emigreerde. In januari 1969 kreeg hij een lintje vanwege zijn 40-jarig dienstverband bij Nedlloyd.
Een overeenkomst met andere Nederlandse maatschappijen om in Canada en Australië samen te werken werd door de Nederlandsche Lloyd in 1961 beëindigd: men wilde zelfstandig blijven. 
In 1963 besloot de Nederlandsche Lloyd om naast haar officiële naam de handelsnaam Nedlloyd te gaan voeren, ook voor de werkmaatschappijen, op dat moment Nedlloyd Brand, Nedlloyd Transport, Nedlloyd Ongevallen, Nedlloyd Verpleging en Nedlloyd Leven.
Fusies en overnames in verzekeringsland haalden in deze jaren regelmatig de pers.

In 1964 nam Nedlloyd de Overijsselse Onderlinge Brandwaarborg Maatschappij van 1809 over en een jaar later werden de aandelen van de Onderlinge Boeren Brandwaarborg Maatschappij gekocht. Beide bedrijven waren gevestigd in Zwolle. In 1967 werd de Levensverzekeringsmaatschappij Aurora onderdeel van de Nedlloyd-Groep als zelfstandige dochter. In 1968 ging ook de Haagse Nationale Glasverzekering Maatschappij onder eigen naam verder binnen Nedlloyd. In 1969 nam Nedlloyd De Voorzorg te Groningen over, een kleine maar gezonde onderlinge verzekeringsmaatschappij die ziekenhuisverpleging en operatiekosten dekte. 
In de herfst van 1968 werd Nedlloyd onderdeel van een samenwerkingsverband tussen zes Europese maatschappijen. De anderen waren: Aachener & Münchener Feurer-Versicherungs-Gesllschaft in Aken, Belgische Nationale Assurantiekas in Brussel, Compagnie Luxemboureoise d’Assurances Le Foyer in Luxemburg, Languedoc, Société d’Assurances et de Réassurances in Parijs en Compagnia di Assicurazione di Milano in Milaan. Het ging om uitwisseling van kennis en ervaring, opleiding van kader, gezamenlijk onderzoek en vooral het gezamenlijk accepteren van grote posten.

Op 15 januari 1969 vond het eerste verkennende gesprek plaats tussen Delta, de naam waaronder de Hollandsche Societeit en Amstleven in 1967 waren gefuseerd, en Nedlloyd. Op 1 juli 1969 werd men het eens over het voornemen tot fusie en op 29 september 1969 was de fusie een feit: Delta en Nedlloyd gingen samen verder als Delta Lloyd.